# Црква Свете великомученице Марине у Подравну
Црква Свете великомученице Марине једнобродна је грађевина у Подравну, општина Сребреница, Република Српска. Припада епархији зворничко-тузланској, а посвећена је Светој Марини.
Градња цркве започета је 2009. Сазидана је од ситне цигле, димензија је 11,3 × 7 m, покривена је лимом и има звоник на преслици и једно звоно. Када је изградња завршена 2011. године, Епископ зворничко-тузлански Василије осветио је цркву. Према предању, у селу Подравну је раније постојало пет православних храмова, а данас се на местима за која се претпоставља да представљају локације некадашњих цркви налазе камени остаци. То су локалитети познати као Коса, Брањево и Николићи.
Црква није живописана, а иконостас од јаворовог дрвета израдили су браћа Бранко и Живорад Петровић из Подравна. Иконе је осликао Горан Пешић из Чачка.
Светосавски дом димензија 16,4 × 8 m изграђен је 2011. године и смештен је у порти цркве. На цркви се налази и спомен-плоча настрадалим цивилима и борцима у Одбрамбено-отаџбинском рату 1992—1995. године, као и свим пострадалим мештанима у Првом и Другом светском рату.